# Elton John's Greatest Hits Volume I
Elton John's Greatest Hits Volume I de Elton John foi um dos discos mais vendidos  dos anos 70 e entrou para história da música. 
Está entre os  15 discos mais vendidos de todos os tempos. [carece de fontes?]

## Faixas
1. "Your Song"
2. "Skyline Pigeon"
3. "Daniel"
4. "Crocodile Rock"
5. "Goodbye Yellow Brick Road"
6. "Take Me to the Pilot"
7. "Rock & Roll Madonna"
8. "Candle in the Wind"
9. "Don't Go Breaking My Heart" (with Kiki Dee)
10. "Honky Cat"
11. "Saturday Night's Alright for Fighting"
12. "Rocket Man (I Think It's Going to Be a Long, Long Time)
13. "Don't Let the Sun Go Down on Me"
14. "Border Song"
15. "It's Me That You Need"